# Gelbe Platterbse
Die Gelbe Platterbse (Lathyrus laevigatus) ist eine Pflanzenart innerhalb der Familie der Hülsenfrüchtler (Fabaceae).

## Beschreibung

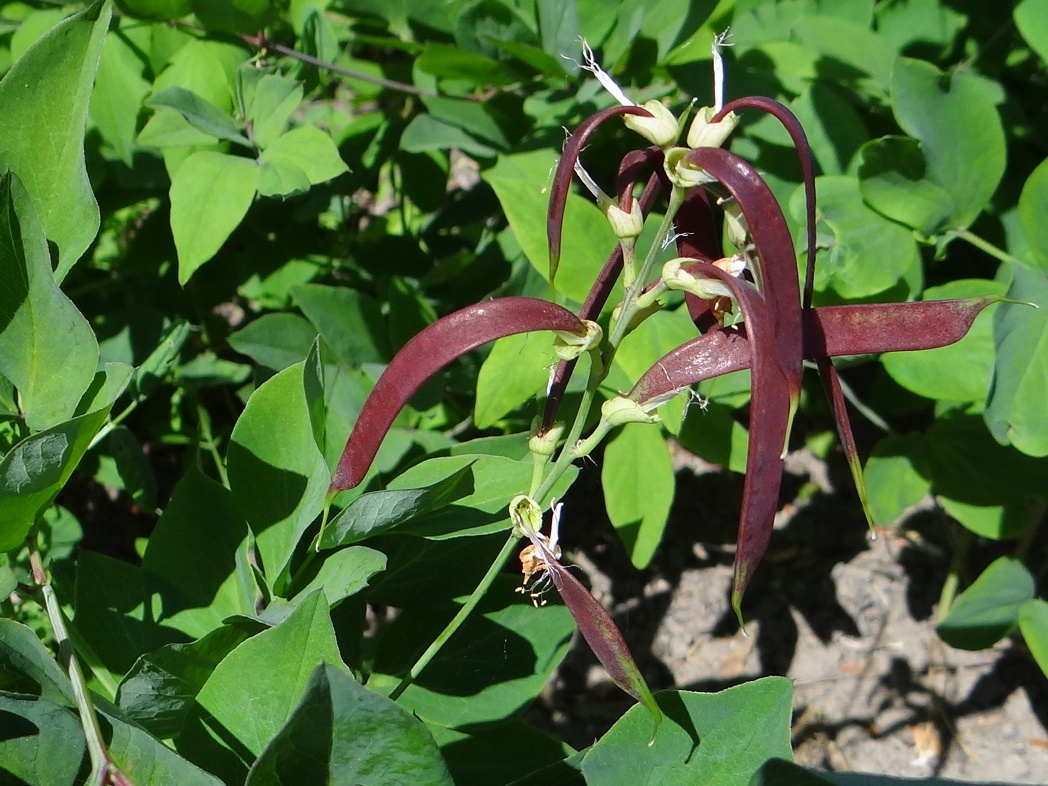
Hülsenfrüchte der Gelben Platterbse (Lathyrus laevigatus)

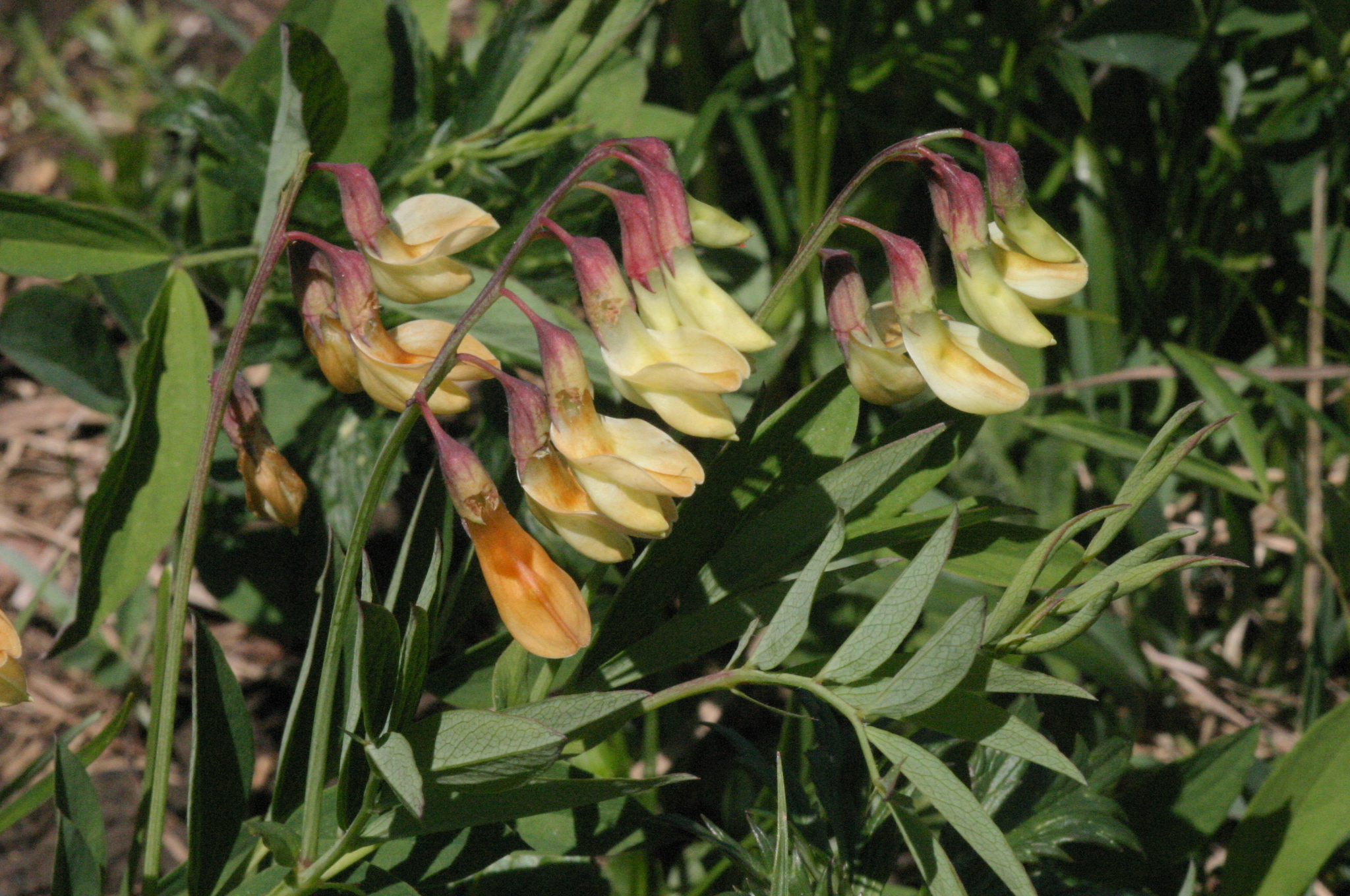
Gelbe Platterbse (Lathyrus laevigatus)

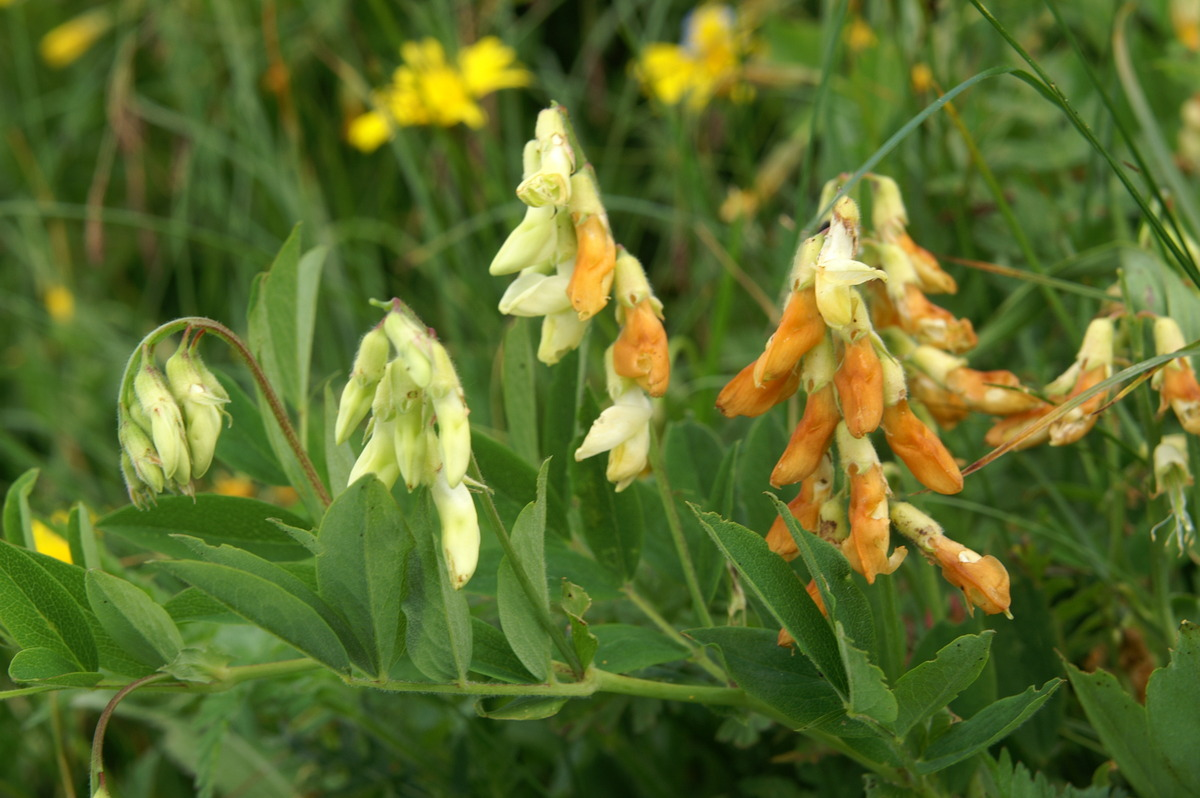
Gelbe Platterbse (Lathyrus laevigatus)

Die Gelbe Platterbse wächst als ausdauernde krautige Pflanze, die Wuchshöhen von 20 bis 60 Zentimeter erreicht. Der selbständig aufrechte Stängel ist ungeflügelt und behaart (Indument) oder kahl. Die gefiederte Blattspreite ist rankenlos und besitzt an der Blattrhachis vier oder fünf Fiederpaare. Die Fiederblättchen sind elliptisch und unterseits behaart (Trichome). Sie sind 2 bis 4 Zentimeter breit und stumpf oder kurz zugespitzt.
Im traubigen Blütenstand stehen drei bis zwölf Blüten zusammen. Die Blüten sind nickend und sitzen an 4 bis 5 Millimeter langen Stielen.  Die zwittrigen Blüten sind zygomorph und fünfzählig mit doppelter Blütenhülle. Sie bilden eine Schmetterlingsblüte. Die Blüten sind 15 bis 25 Millimeter lang. Der Kelch ist röhrig-glockig, meist weichhaarig mit kurzen bis ziemlich langen Zähnen. Die fünf Kronblätter sind gelb. Das Schiffchen ist etwas länger als die Flügel und etwa so lang wie die Fahne. Die Blütezeit ist Juni bis August.
Die Hülsenfrucht ist 5 bis 7 Zentimeter lang und 5 bis 8 Millimeter breit; sie ist lang geschnäbelt. Die Samen sind etwa 3 Millimeter groß und grüngelb bescheckt.
Die Chromosomenzahl beträgt 2n = 14.

## Standorte und Verbreitung
In Mitteleuropa kommt die Gelbe Platterbse im südlichen Schweizer Jura und in den Nördlichen Kalkalpen vor, ist aber dort selten.
Die Gelbe Platterbse gedeiht am besten auf lockeren, mergeligen, kalkreichen Böden. Sie gedeiht an sonnigen Hängen im alpinen Klima. Sie besiedelt Matten und Hochstaudenfluren. Sie ist eine Charakterart des Verbands Caricion ferrugineae, kommt aber auch in Gesellschaften des Verbands Erico-Pinion vor. In den Allgäuer Alpen steigt Lathyrus laevigatus subsp. occidentalis in Vorarlberg an der Höferspitze bis zu 2100 Metern Meereshöhe auf; am Dent de Morcles im Wallis bis 2025 Meter.

## Systematik
Die Erstveröffentlichung erfolgte 1809 unter dem Namen (Basionym) Orobus laevigatus durch Franz de Paula Adam von Waldstein und Pál Kitaibel in Descriptiones et Icones Plantarum Rariorum Hungariae, Band 3, S. 270. Die Neukombination Lathyrus laevigatus wurde 1865 durch Jean Charles Marie Grenier in Mémoires, Société d'Émulation du Doubs, Band 10, S. 193 veröffentlicht. Homonyme sind: Lathyrus laevigatus Fritsch (veröffentlicht in Excursionsflora für Oesterreich, 1897, S. 346); Lathyrus laevigatus Fritsch (veröffentlicht in Sitzungsber. Kaiserl. Akad. Wiss., Math.-Naturwiss. Cl., Abt. 1, Band 104, 1895, S. 517); Lathyrus laevigatus Arechav. (veröffentlicht in Anales del Museo de Historia Natural de Montevideo, Band 3, 1901, S. 375). Synonyme für Lathyrus laevigatus (Waldst. & Kit.) Gren. sind Lathyrus subalpinus Beck, Orobus subalpinus Herbich.

### Unterarten
Es können folgende Unterarten unterschieden werden:
- Östliche Gelbe Platterbse (Lathyrus laevigatus (Waldst. & Kit.) Gren. subsp. laevigatus): Sie kommt in Osteuropa und im östlichen Mitteleuropa vor. Ihr Verbreitungsgebiet umfasst die Länder Polen, Litauen, die frühere Tschechoslowakei, Weißrussland, das europäische Russland, die Ukraine, Rumänien und Ungarn.[6]
- Westliche Gelbe Platterbse (Lathyrus laevigatus subsp. occidentalis (Fisch. & C. A. Mey.) Breistr.): Sie kommt in Spanien, Italien, in Frankreich, der Schweiz, in Deutschland, Österreich und dem früheren Jugoslawien vor.[6] Die ökologischen Zeigerwerte nach Landolt et al. 2010 sind für diese Unterart in der Schweiz: Feuchtezahl F = 3 (mäßig feucht), Lichtzahl L = 3 (halbschattig), Reaktionszahl R = 5 (basisch), Temperaturzahl T = 2 (subalpin), Nährstoffzahl N = 3 (mäßig nährstoffarm bis mäßig nährstoffreich), Kontinentalitätszahl K = 3 (subozeanisch bis subkontinental).[7]

Außerdem:
- Scopolis Gelbe Platterbse (Lathyrus laevigatus subsp. scopolii (Fritsch) Rothm.)